# Vriesea duidae
Vriesea duidae là một loài thuộc chi Vriesea. Đây là loài bản địa của Venezuela.